# 才祿二世
才祿二世（拉丁語：Marcellus PP. II；1501年5月6日—1555年5月1日）原名才祿·切爾維尼（Marcello Cervini），1555年4月9日當選教宗，翌日即位至同年5月1日為止。他是天主教歷史上在位時間第七短的教宗，在位僅僅二十二日。他於義大利安科納地區出生，曾經是聖克羅齊地區樞機。他在教宗儒略三世逝世後於1555年4月9日當選成為教宗。因為身體狀況不佳以及主持重大節日的壓力而在短短二十二日後就過世，樞機團後來找到一個比才祿二世更正直、高名譽、老練之人，他的後繼者教宗保祿四世。

## 譯名列表
- 二世：香港天主教教區檔案　歷任教宗作。
- 馬塞盧斯二世：《大英簡明百科知識庫》2005年版[永久]作馬塞盧斯二世。
- 马塞勒斯二世：《世界人名翻譯大辭典》1993年版作马塞勒斯。